# Elisabeth Olischar

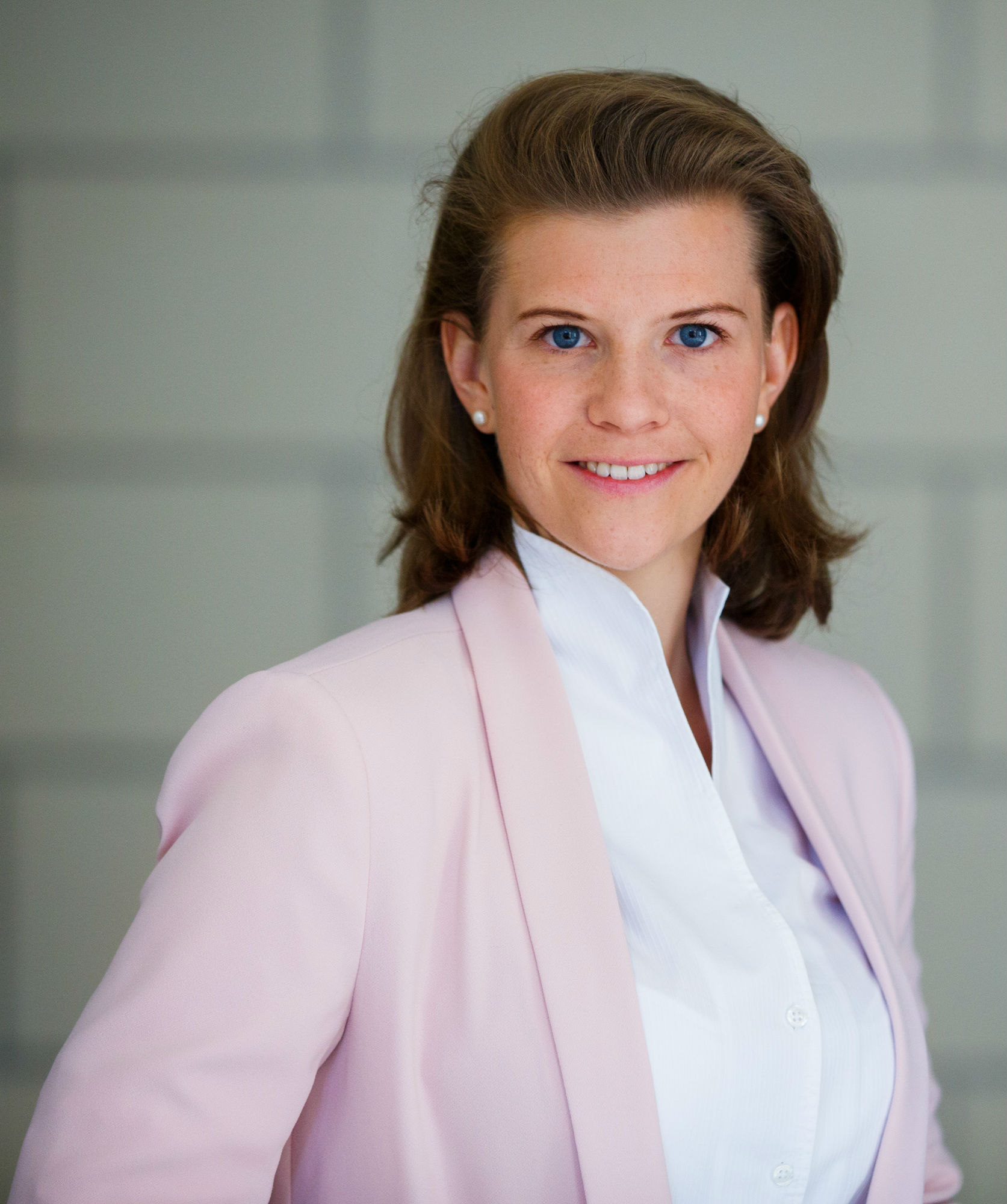
Elisabeth Olischar (2017)

Elisabeth Olischar (* 10. Mai 1988 in Wien) ist eine österreichische Politikerin (ÖVP). Seit 2015 ist sie Abgeordnete zum Wiener Landtag und Mitglied des Wiener Gemeinderates, wo sie von Juni 2018 bis November 2020 als Klubobfrau fungierte.

## Leben

### Ausbildung und Beruf
Elisabeth Olischar besuchte die Albertus-Magnus-Schule Wien im 18. Wiener Gemeindebezirk, wo sie 2006 maturierte. Anschließend studierte sie an der Technischen Universität Wien Raumplanung und Raumordnung, das Studium schloss sie 2011 als Bachelor of Science ab. 2013 beendete sie ein Diplomstudium der Landschaftsplanung und Landschaftsarchitektur an der Universität für Bodenkultur Wien mit einer Arbeit über die Ästhetische Wirkung von Vertikalbegrünung im Innenraum. Seit September 2014 studiert sie an der Hochschule für Agrar- und Umweltpädagogik in Wien Agrarpädagogik. Sie ist Mitglied des Wiener Landesjagdverbandes sowie der Österreichischen Gartenbaugesellschaft.

### Politik
Von 2008 bis 2013 stand sie als Bezirksobfrau der Jungen Volkspartei Wien-Döbling vor, von Oktober 2010 bis November 2015 fungierte sie dort auch als ÖVP-Bezirksrätin. Seit 2012 ist sie Landesobmann-Stellvertreterin der Jungen ÖVP Wien. Auf der ÖVP-Landesliste für die Wiener Gemeinderatswahl im Oktober 2015 kandidierte Olischar auf dem zweiten Listenplatz hinter Manfred Juraczka. 
Am 24. November 2015 wurde sie zu Beginn der 20. Wahlperiode als Abgeordnete zum Wiener Landtag bzw. Mitglied des Wiener Gemeinderates angelobt. Sie war seitdem dort auch Klubobmann-Stellvertreterin und löste am 5. Juni 2018 Manfred Juraczka in dessen Funktion als Klubobmann ab. Seit 2. Dezember 2015 ist sie Mitglied im Ausschuss für Stadtentwicklung, Verkehr, Klimaschutz, Energieplanung und BürgerInnenbeteiligung.
Nach der Landtags- und Gemeinderatswahl in Wien 2020 wurde Markus Wölbitsch zu Beginn der 21. Wahlperiode am 17. November 2020 zu ihrem Nachfolger als Klubchef des Landtagsklubs der ÖVP Wien gewählt, Olischar wurde dritte Gemeinderatsvorsitzende.
Im Mai 2022 wurde sie zu einer von sechs Stellvertretern von Landesparteiobmann der ÖVP Wien Karl Mahrer gewählt. Für die Landtags- und Gemeinderatswahl in Wien 2025 wurde sie auf den achten Listenplatz gereiht.